# Kings Park
För andra betydelser, se Kings Park (olika betydelser).

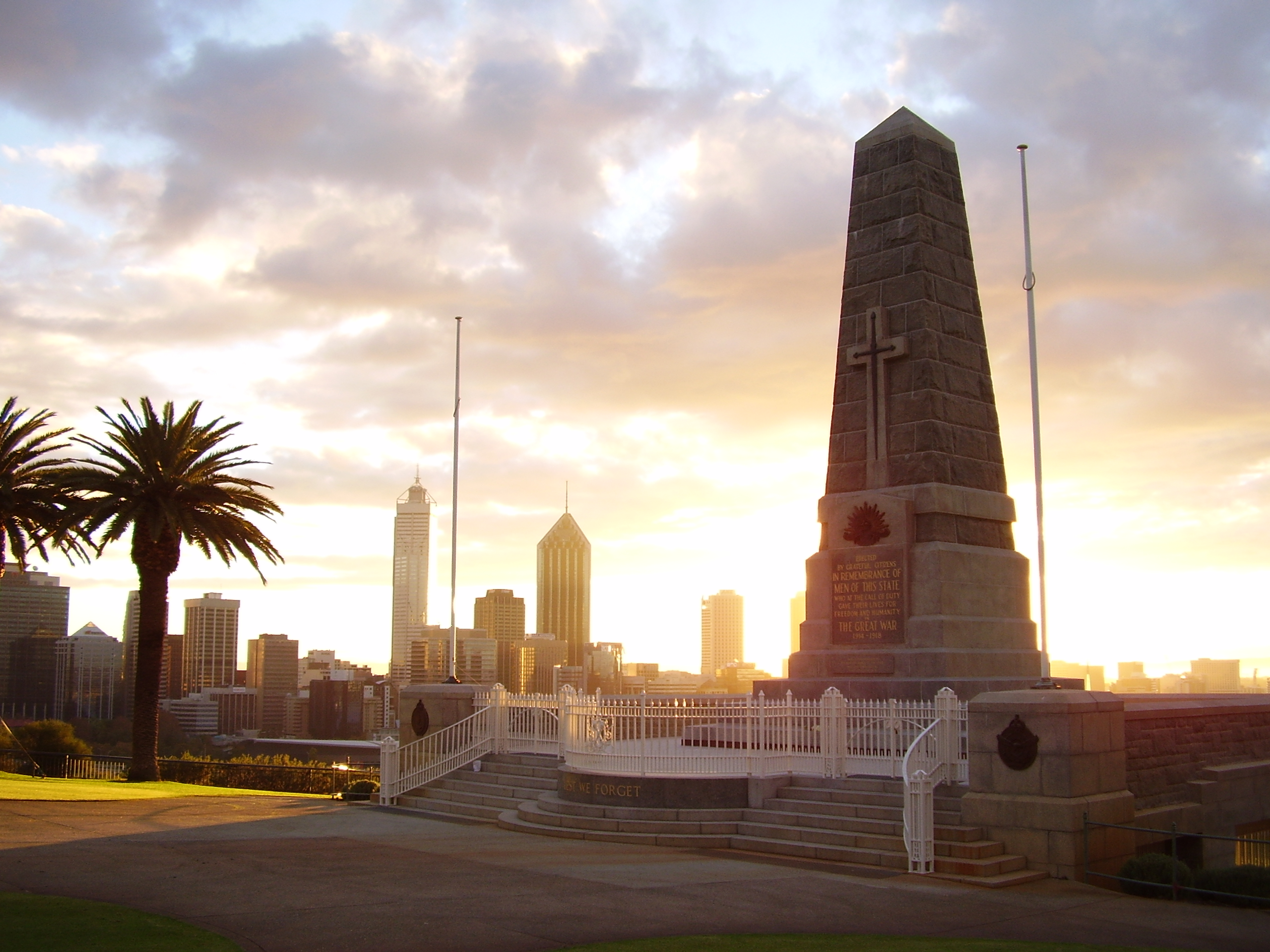
Krigsmonumentet.

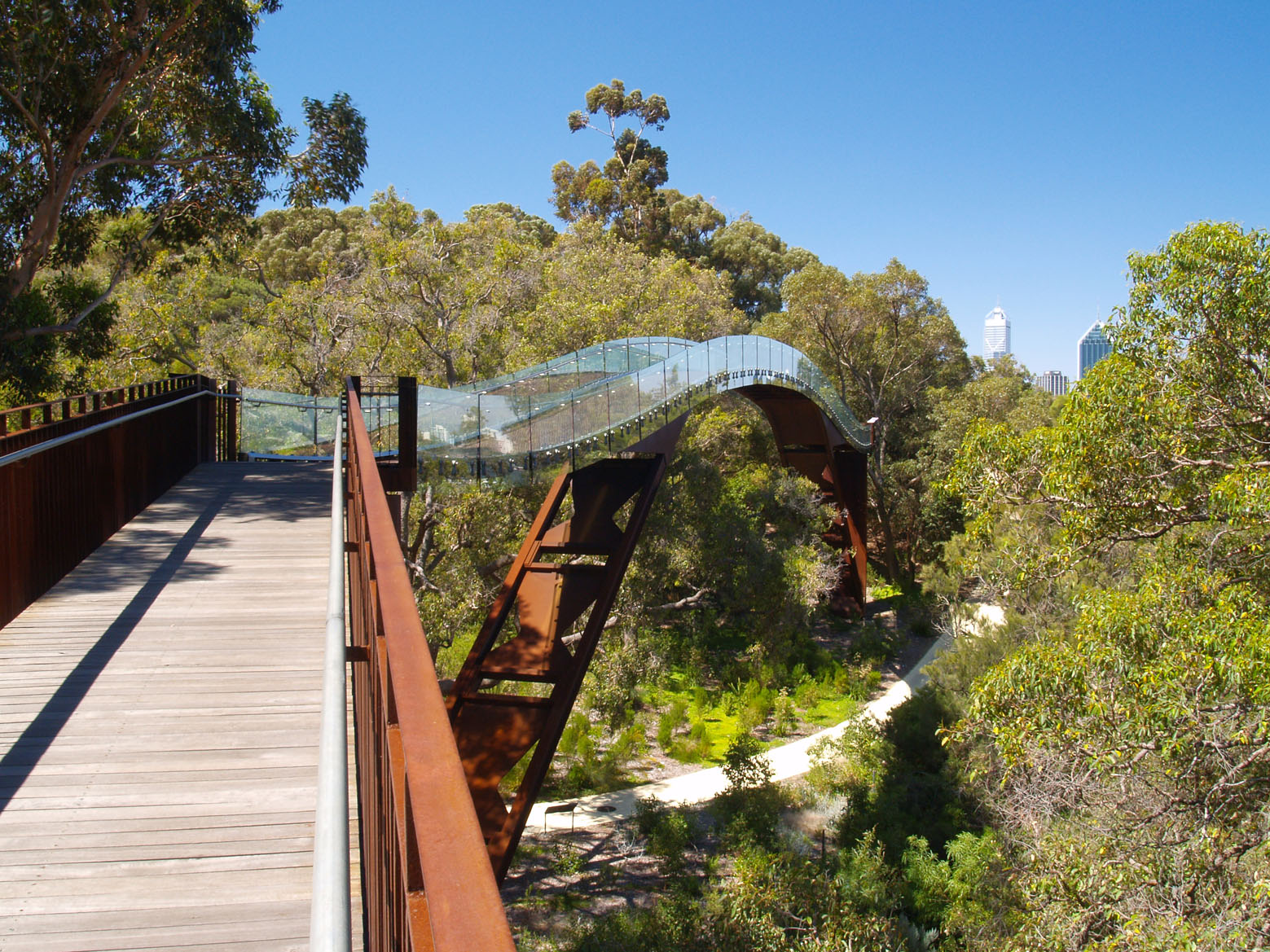
Det finns många fina gångar i parken.

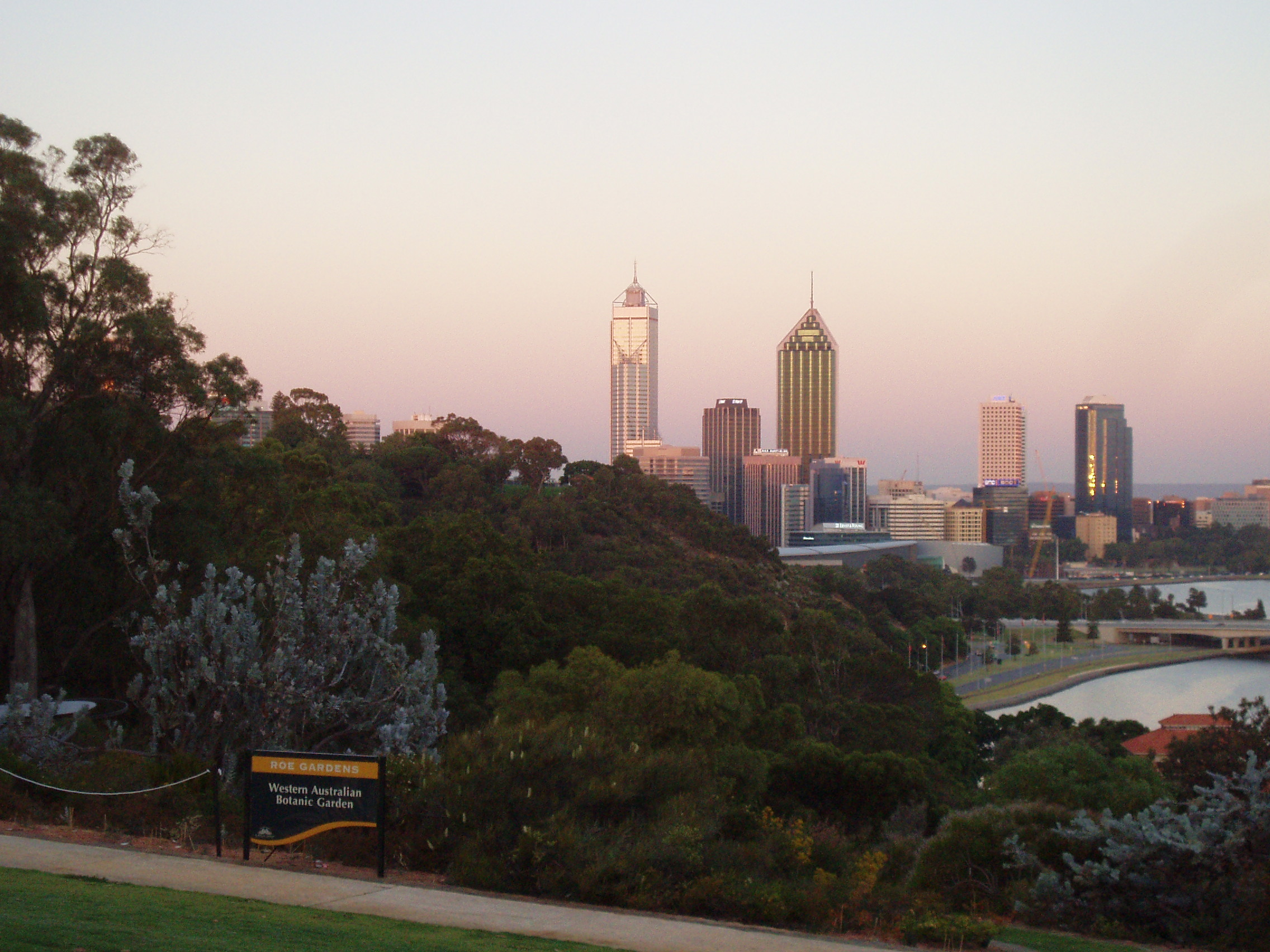

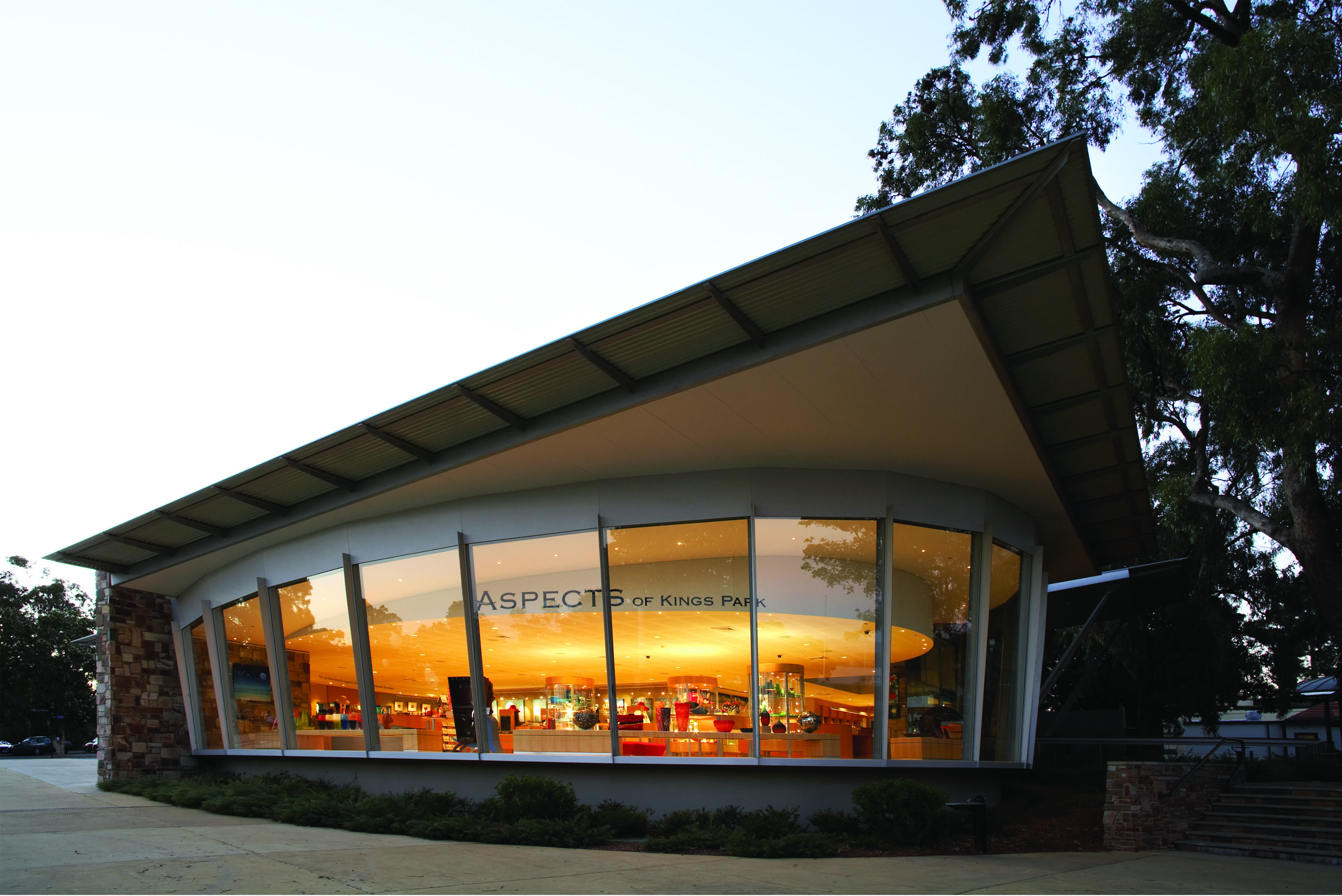
Härifrån går dagligen en gratis guidad tur runt parken.

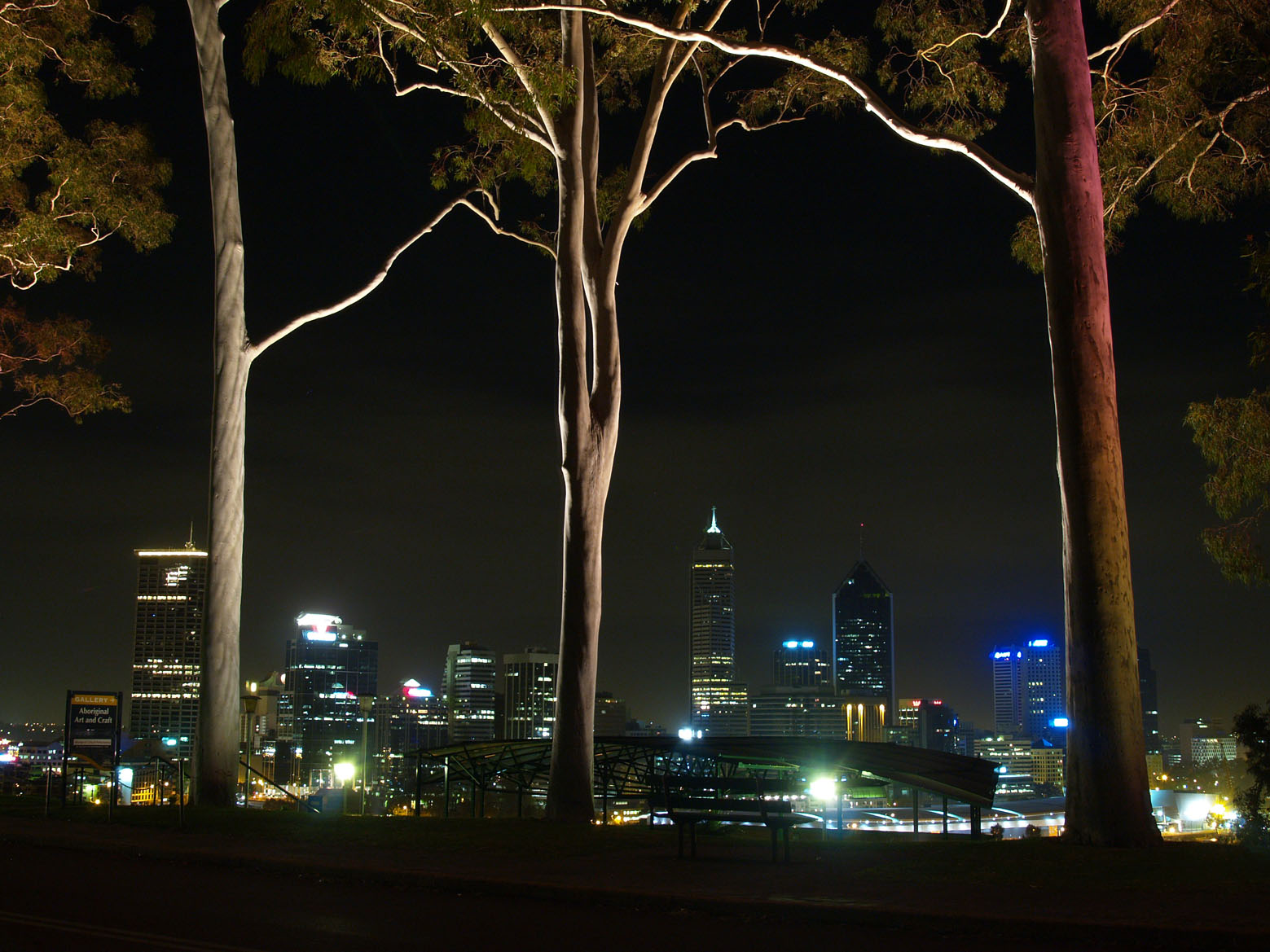

Kings Park är en stor park i Perth, Western Australia som ligger precis vid Swan River och har en yta på 400,6 hektar , något som gör den till en av världens största stadsparker . Parken besöks årligen av över 6 miljoner personer och består bland annat av en botanisk trädgård på 17 hektar samt stora områden med naturliga bushlandskap . Det finns ett krigsmonument i parken där man kan hitta namnen på alla australiska soldater som stupade i första och andra världskriget .